# Campeonato Asiático de Judo de 1974
El III Campeonato Asiático de Judo se celebró en Seúl (Corea del Sur) en 1974 bajo la organización de la Unión Asiática de Judo.
En total se disputaron seis pruebas diferentes, todas ellas en la categoría masculina.

## Resultados

### Masculino
| Evento            | Oro                    | Plata                      | Bronce                                                  |
| ----------------- | ---------------------- | -------------------------- | ------------------------------------------------------- |
| –63 kg            | Yoshiharu Minami Japón | Zheng China                | Chyung Jae-Young Corea del Sur Renato Repuyan Filipinas |
| –70 kg            | Koji Kuramoto Japón    | Ronald Hong Kong           | Han Sung-Chul Corea del Sur Geronimo Dyogi Filipinas    |
| –80 kg            | Shozo Fujii Japón      | Kim Dae-Yong Corea del Sur | Hong China Oscar Filipinas                              |
| –93 kg            | Katsuhiko Iwata Japón  | Thranta Indonesia          | Fernando García Filipinas Kwon Corea del Sur            |
| +93 kg            | Sumio Endo Japón       | Na Jung-Deuk Corea del Sur | Zheng China Raymond Indonesia                           |
| Categoría abierta | Shozo Fujii Japón      | Sumio Endo Japón           | Cho Jea-Ki Corea del Sur Kwon Corea del Sur             |

## Medallero
| Núm. | País          | Oro | Plata | Bronce | Total |
| ---- | ------------- | --- | ----- | ------ | ----- |
| 1    | Japón         | 6   | 1     | 0      | 7     |
| 2    | Corea del Sur | 0   | 2     | 5      | 7     |
| 3    | China         | 0   | 1     | 2      | 3     |
| 4    | Indonesia     | 0   | 1     | 1      | 2     |
| 5    | Hong Kong     | 0   | 1     | 0      | 1     |
| 6    | Filipinas     | 0   | 0     | 4      | 4     |
|      | TOTAL         | 6   | 6     | 12     | 24    |